# Liaison φ

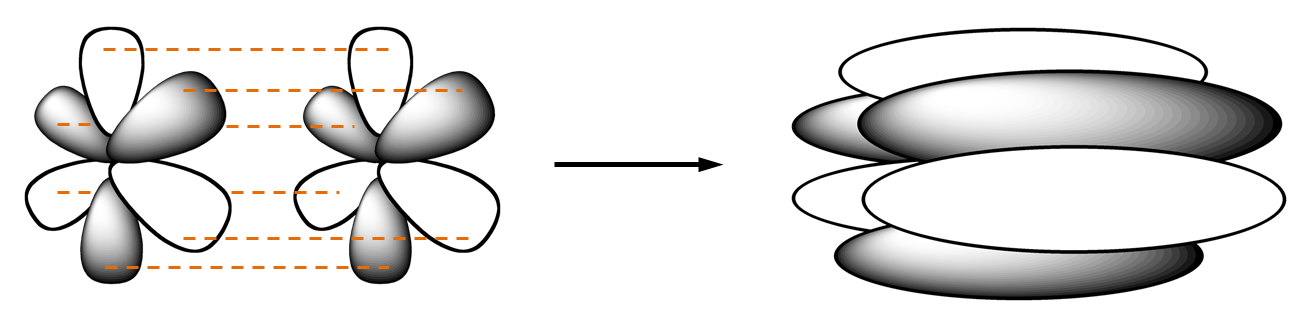
Formation d'une liaison φ par superposition de deux orbitales f.

Une liaison φ (prononcé phi) est une liaison chimique covalente dans laquelle six lobes d'une orbitale atomique occupée par un électron unique se recouvrent avec six lobes d'une orbitale d'un autre atome occupée par un autre électron. Il y a exactement trois plans nodaux entre les deux atomes liés.  
La lettre φ se réfère aux orbitales f, car la géométrie de la liaison φ est la même que celle des six lobes des orbitales f si l'on se place dans l'axe de la liaison.
Le seul exemple connu en 2005 d'une molécule pouvant avoir une liaison φ était le diuranium U2, dont on pensait que la liaison U–U était d'ordre 5. Cependant, des analyses ultérieures prenant en compte les interactions spin-orbite on montré qu'il s'agissait simplement d'une liaison d'ordre 4,,. Des liaisons φ n'ont été observées dans aucune molécule connue en 2022.